# Conus capitanus
Conus capitanus é uma espécie de gastrópode do gênero Conus, pertencente a família Conidae.